# Carmelo
Carmelo (antigament en castellà Pueblo Carmelo) és una ciutat de l'Uruguai ubicada al nord-oest del departament de Colonia. El 2011 tenia 18.041 habitants i és la segona ciutat del departament per població. És a 262 km a l'oest de Montevideo i a 85 km al nord de la capital departamental, Colonia del Sacramento.
L'illa Juncal, escenari d'una batalla durant el segle xix, és a pocs quilòmetres de la costa de Carmelo.

## Història
La ciutat va ser fundada per José Gervasio Artigas el 12 de febrer de 1816. És l'única ciutat fundada pel cabdill uruguaià. La història diu que potser des de 1758 va existir el poblat de Las Víboras, compost d'una capella i d'uns ranxos en un entorn de quatre quadres. Artigas des de la vila de Purificación, va decretar llavors el trasllat del poble cap a la desembocadura del rierol de las Vacas. En principi es va conèixer com a Pueblo Carmelo, fins al seu nom actual: Carmelo. Segons la història, no existeix cap document del perquè del seu nom, encara que la devoció per la Mare de Déu del Carme podria explicar-ne el motiu.

## Turisme
Carmelo té un pont giratori, que constituïx un dels punts turístics. Va ser inaugurat el 1r de maig de 1912. És mogut a tracció humana i va ser el primer pont construït segons aquest concepte de tot el país. Altres punts turístics són la Rambla de los Constituyentes i el balneari Zagarzazú. Els vins de la zona fets a partirt de la varietat tannat són famosos.

## Població
D'acord amb les dades del cens de 2004, Carmelo tenia 16.866 habitants.
| Any  | Població |
| ---- | -------- |
| 1963 | 12.680   |
| 1975 | 13.707   |
| 1985 | 14.278   |
| 1996 | 16.658   |
| 2004 | 16.866   |

Font:

## Infraestructura
Carmelo té un aeroport regional, l'Aeroport de Carmelo.

## Govern
L'alcalde de Carmelo és Alejandro Brusco.

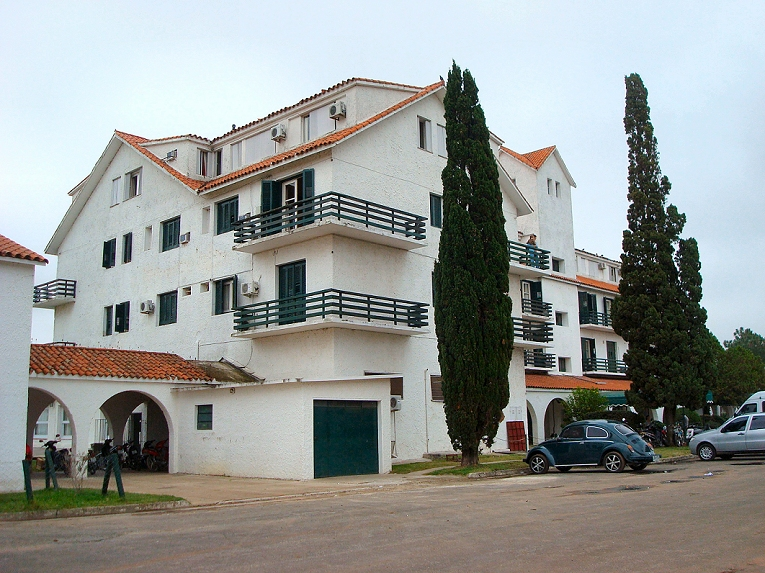
Hotel Casino de Carmelo.
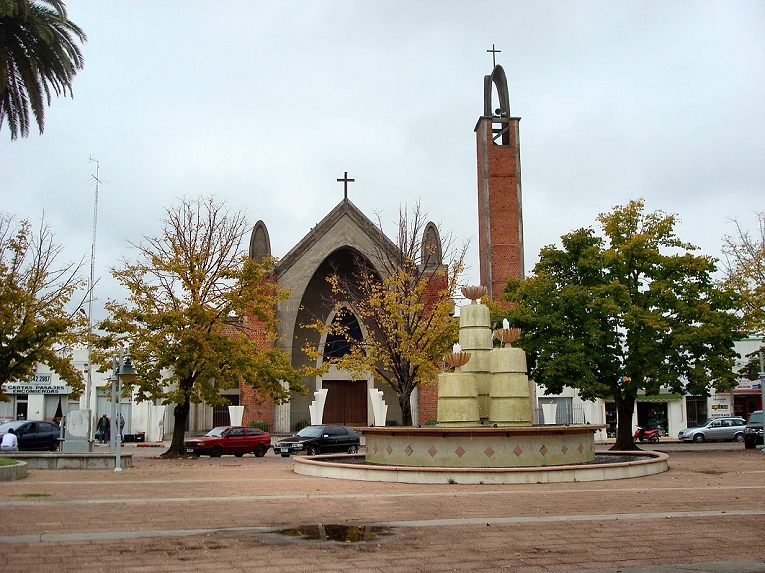
Plaça central.